# Andrew Archibald Macdonald

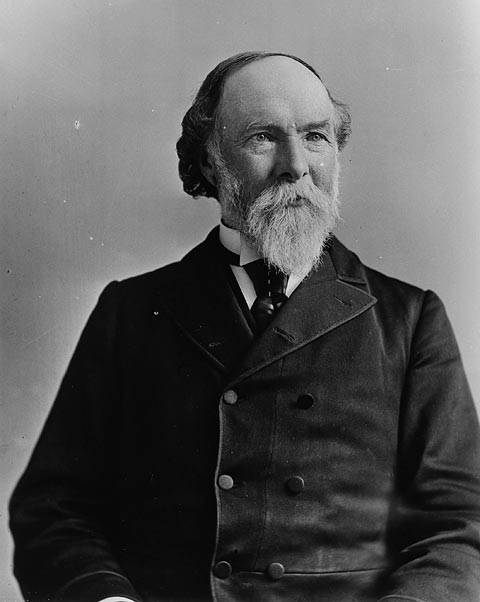
Andrew Archibald Macdonald

Andrew Archibald Macdonald (* 14. Februar 1829 in Three Rivers, Prince Edward Island; † 21. März 1912 in Charlottetown) war ein kanadischer Politiker. Als einer der Väter der Konföderation gehört er zu den Wegbereitern des 1867 gegründeten kanadischen Bundesstaates. Von 1884 bis 1889 amtierte er als Vizegouverneur, danach war er bis zu seinem Tod kanadischer Senator.
Am 29. Mai 1939 ehrte die kanadische Regierung, vertreten durch den für das Historic Sites and Monuments Board of Canada zuständigen Minister, Macdonald für sein Wirken als einer der Väter der Konföderation und erklärte ihn zu einer „Person von nationaler historischer Bedeutung“.

## Biografie
Macdonald, dessen Vorfahren aus Schottland eingewandert waren, erhielt seine Schulbildung teilweise durch einen Privatlehrer. Er übernahm das familieneigene Handelsunternehmen, das unter seiner Führung stark expandierte. Über seine geschäftlichen Tätigkeiten erlangte er bald auch Einfluss in der Politik. Von 1853 bis 1858 sowie ab 1863 war Macdonald Abgeordneter im Parlament der damaligen Kolonie Prince Edward Island. Im September 1864 war er einer von sechs Vertretern der Kolonie bei der Charlottetown-Konferenz, einen Monat später nahm er auch an der Québec-Konferenz teil.
1873 zog sich Macdonald vorübergehend aus der Politik zurück. Generalgouverneur Lord Lansdowne vereidigte Macdonald am 1. August 1884 als Vizegouverneur von Prince Edward Island. Dieses repräsentative Amt übte er bis zum 2. September 1889 aus. Zwei Jahre später folgte die Ernennung zum Senator. Im Bundesparlament galt er als Liberal-Konservativer. Im Alter von 83 Jahren verstarb er im Amt.
Sein jüngerer Bruder Augustine Colin Macdonald war später ebenfalls Vizegouverneur.